# 陳瑺
陳瑺，直隸顺天府通州人，清朝政治人物、进士出身。
雍正五年（1727年）丁未科进士，授江南繁昌縣、貴池縣、霍山縣知縣。